# زرکالنویه (سرزمین آلتای)
زرکالنویه (روسی: Зеркальное) یک دریاچه در سرزمین آلتای کشور روسیه است.